# Donzella alpina
La donzella alpina (Boloria pales) és una espècie de lepidòpter papilionoïdeu de la família dels nimfàlids (Nymphalidae) present als Països Catalans.

## Distribució
Es distribueix per les principals serralades d'Europa. A la península Ibèrica es troba a la Serralada Cantàbrica i Pirineus, entre els 1500 i els 2100 msnm aproximadament.

## Hàbitat
Prats alpins amb flors. L'eruga s'alimenta de Viola, Polygonum i Plantago.

## Període de vol i hibernació
Vola en una sola generació entre finals de juny i agost. Hiberna com a eruga en una espècie de capoll.